# Evelyn Arys
Evelyn Arys, née le 21 juillet 1990 à Alost, est une ancienne coureuse cycliste belge. Elle est championne de Belgique sur route en 2011 et championne d'Europe sur route espoirs 2012.

## Palmarès sur route
- 2007
  -  Championne de Belgique sur route juniors
- 2008
  -  Championne de Belgique du contre-la-montre juniors
  - 2e du championnat de Belgique sur route juniors
- 2010
  - 3e du championnat de Belgique sur route
- 2011
  -  Championne de Belgique sur route
- 2012
  -  Championne d'Europe sur route espoirs

## Palmarès sur piste

### Championnats du monde
- 2008
  -  Médaillée de bronze de la poursuite par équipes juniors

### Championnats d'Europe
- 2008
  -  Médaillée d'argent de la poursuite par équipes juniors